# Петхия цейлонская
Пе́тхия цейло́нская (лат. Petchia ceylanica) — вид двудольных растений рода Петхия (Petchia) семейства Кутровые (Apocynaceae). Под текущим таксономическим названием растение описано в 1926 году ботаником Э. Ливерой.

## Распространение, описание
Эндемик Шри-Ланки.
Нанофанерофит. Лист заострённый, жилистый, длиной 4—7 и шириной 2—3,5 см; черешок длиной 0,3—0,5 см. Соцветие — венчик.

## Значение
Местные жители выращивают петхию цейлонскую как декоративное растение (живая изгородь). Ядовито.

## Замечания по охране
По состоянию на 1997 год вид внесён в Красную книгу.

## Синонимика
Синонимичные названия:
- Alyxia ceylanica Wight
- Alyxia zeylanica Walp.
- Gynopogon ceylanicus (Wight) K.Schum.
- Pulassarium ceylanicum (Wight) Kuntze